# Abdelaziz Barrada
Abdelaziz Barrada (19 tháng 6 năm 1989 – 24 tháng 10 năm 2024), hay còn được biết đến với tên gọi Abdel, là một cố cầu thủ bóng đá chuyên nghiệp đã từng chơi ở vị trí tiền vệ. Sinh ra ở Pháp, Barrada đã đại diện cho Maroc tại các giải đấu quốc tế từ năm 2011 đến năm 2015.

## Sự nghiệp câu lạc bộ

### Sự nghiệp ban đầu
Barrada sinh ra tại Provins, Pháp. Anh đã gắn bó ba năm với đội dự bị của Paris Saint-Germain. Vào năm 2007, anh là người đầu tiên giành giải Titi d'Or dành cho cầu thủ trẻ xuất sắc nhất của câu lạc bộ.

### Getafe
Barrada chuyển đến Tây Ban Nha vào năm 2010 và gia nhập Getafe. Ban đầu, anh được phân công vào đội dự bị, đội lần đầu tiên chơi ở Segunda División B. Vào ngày 14 tháng 3 năm 2011, anh đã ký hợp đồng chuyên nghiệp đầu tiên với câu lạc bộ ngoại ô Madrid.
Vào ngày 28 tháng 8 năm 2011, Barrada đã chơi trận ra mắt La Liga với Getafe khi ra sân ngay từ đầu và chơi 60 phút trong trận hòa 1–1 trên sân nhà trước Levante. Anh ngay lập tức được đưa vào đội hình xuất phát của huấn luyện viên Luís García. Anh đã ghi bàn thắng đầu tiên cho Getafe vào ngày 6 tháng 11 khi ghi bàn thắng giúp đội chủ nhà giành chiến thắng 3–2 trên sân nhà trước Atlético Madrid. Vào tháng sau, vào ngày 17 tháng 11 năm 2011, anh đã ghi hai bàn trong chiến thắng 2–1 trước Mallorca.
Barrada ghi được bốn bàn thắng trong 32 trận đấu của anh trong hai mùa giải của anh ấy với đội, giúp đội liên tiếp đạt được các vị trí giữa bảng xếp hạng (thứ 11 và thứ 10).

### Al Jazira và Marseille
Vào ngày 6 tháng 7 năm 2013, Barrada gia nhập và ký hợp đồng bốn năm với đội bóng UAE Pro League là Al Jazira. Mùa hè năm sau, anh đã đồng ý ký hợp đồng bốn năm với Marseille với mức giá được cho là 4,5 triệu euro.
Barrada ghi bàn thắng đầu tiên của mình chỉ trong lần thứ hai ra sân tại Ligue 1 với tư cách là cầu thủ vào sân thay người ở phút thứ 87 trong trận đấu trên sân nhà với Nice để giúp Marseille giành chiến thắng 4–0. Anh ghi bàn thắng thứ hai cho câu lạc bộ vào mùa giải 2015–16 khi anh lập công trong chiến thắng hủy diệt 6–0 trước Troyes cũng tại Sân vận động Vélodrome.

## Sự nghiệp quốc tế
Barrada lần đầu tiên khoác áo đội tuyển quốc gia Maroc vào ngày 29 tháng 2 năm 2012 khi chơi 86 phút trong trận giao hữu thắng 2–0 trước Burkina Faso. Cũng trong năm đó, anh tham dự cùng đội tuyển U-23 Maroc tại Thế vận hội mùa hè. Tại Thế vận hội, anh ghi bàn trong trận hòa 2–2 trước Honduras trong trận đấu cuối cùng trước khi bị loại ở vòng bảng.
Barrada có mặt trong đội hình xuất phát tại ba trận của Maroc tại Cúp bóng đá châu Phi 2013 ở Nam Phi, giải đấu mà Sư tử Atlas phải chia tay sau vòng bảng. Trong trận đấu thứ hai của giải đấu đó, anh đã kiến tạo bàn gỡ hòa muộn của Youssef El-Arabi trong trận hòa 1–1 với Cabo Verde.

## Qua đời
Abdelaziz Barrada qua đời vào ngày 24 tháng 10 năm 2024 tại Paris, Pháp, vì một cơn đau tim đột ngột ở tuổi 35.

## Thống kê sự nghiệp

### Quốc tế

#### Bàn thắng quốc tế
Tỷ số và kết quả liệt kê bàn thắng của Maroc được để trước, cột tỷ số cho biết tỷ số sau mỗi bàn thắng của Barrada.
| # | Ngày                 | Địa điểm                                 | Đối thủ      | Bàn thắng | Kết quả | Giải đấu                                         |
| - | -------------------- | ---------------------------------------- | ------------ | --------- | ------- | ------------------------------------------------ |
| 1 | 13 tháng 10 năm 2012 | Sân vận động Marrakech, Marrakech, Maroc | Mozambique   | 1–0       | 4–0     | Vòng loại Cúp bóng đá châu Phi 2013              |
| 2 | 15 tháng 6 năm 2013  | Sân vận động Marrakech, Marrakech, Maroc | Gambia       | 1–0       | 2–0     | Vòng loại FIFA World Cup 2014 – Khu vực châu Phi |
| 3 | 14 tháng 8 năm 2013  | Sân vận động Ibn Batouta, Tangier, Maroc | Burkina Faso | 1–2       | 1–2     | Giao hữu                                         |
| 4 | 7 tháng 9 năm 2014   | Sân vận động Marrakech, Marrakech, Maroc | Libya        | 2–0       | 3–0     | Giao hữu                                         |